# Brooklyn Heights (Ohio)

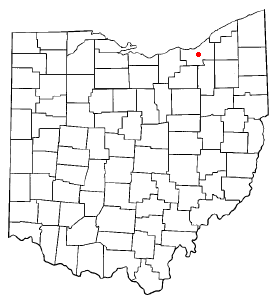
Brooklyn Heights na planie stanu Ohio

Brooklyn Heights – wieś w USA, w stanie Ohio, w hrabstwie Cuyahoga. Obecnie (2014) burmistrzem jest Mike Procuk.
Liczba mieszkańców w 2010 roku wynosiła 1 543, a w roku 2012 wynosiła 1 522.